# Infidel
Infidel (títol original en suec, Trolösa) és una sèrie de televisió dramàtica sueca que es va estrenar a SVT i SVT Play el 26 de gener de 2025. La sèrie, que consta de sis episodis, és dirigida per Tomas Alfredson a partir d'un guió escrit per Sara Johnsen. És una nova versió de la pel·lícula homònima del 2000 de Liv Ullmann i Ingmar Bergman. S'ha subtitulat al català.

## Sinopsi
La sèrie es desenvolupa en dos períodes de temps, tant en el present com en el passat. Gira al voltant de la parella formada per en Markus i la Marianne i el seu millor amic David, i és una història d'amor, infidelitat i traïció.